# St. Hedwig (Braunschweig)

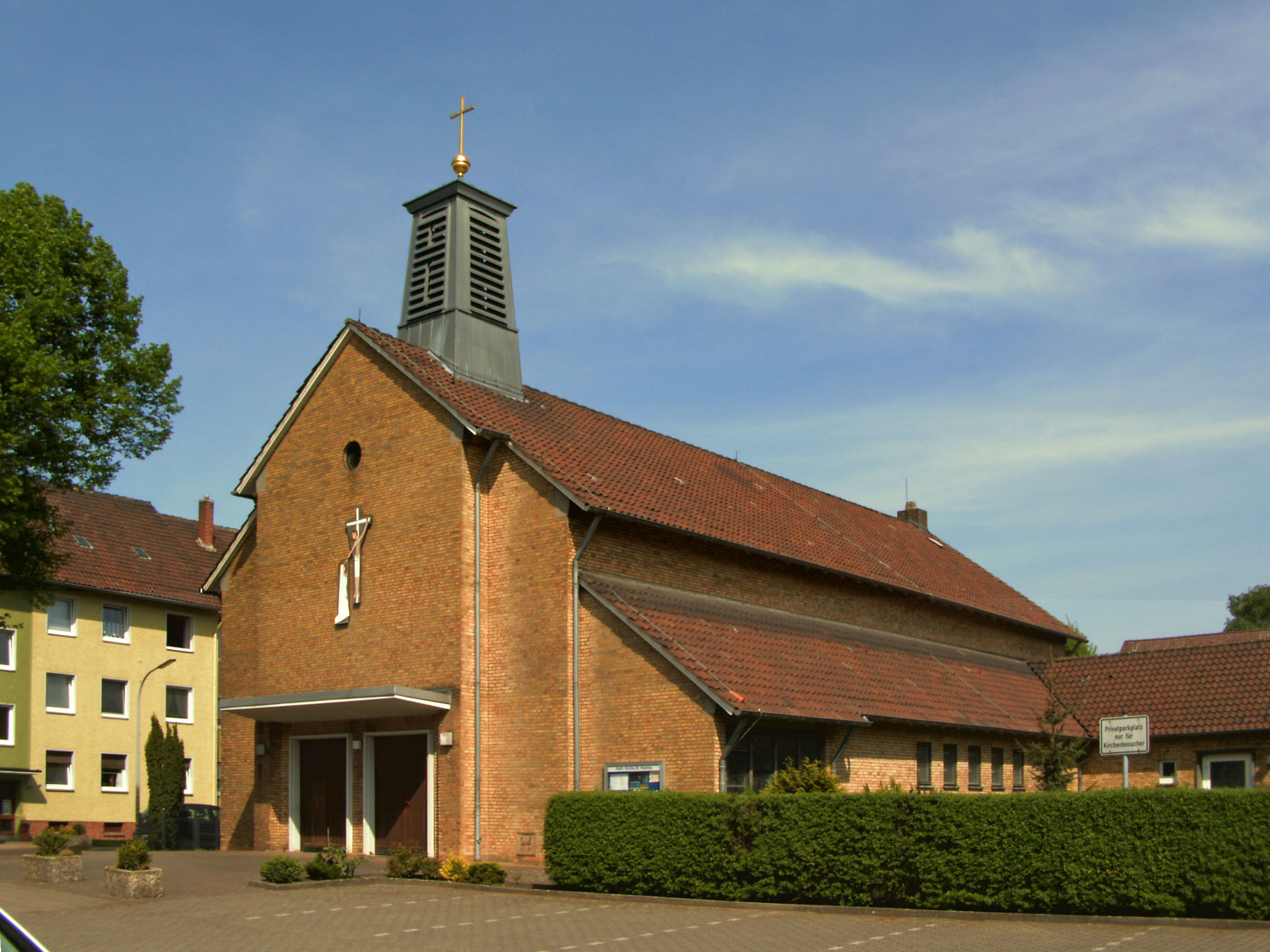
Außenansicht

Die Kirche Sankt Hedwig ist die katholische Kirche in Rüningen, einem Stadtteil von Braunschweig. Sie ist eine Filialkirche der Pfarrgemeinde St. Bernward mit Sitz im Stadtteil Heidberg, im Dekanat Braunschweig des Bistums Hildesheim. Die nach der heiligen Hedwig von Andechs benannte Kirche hat die Adresse Am Westerberge 27. Das Einzugsgebiet der Kirche umfasst die Braunschweiger Stadtteile Broitzem, Gartenstadt und Rüningen.

## Geschichte
In Folge des Zweiten Weltkriegs erhöhte sich auch im seit der Reformation evangelischen Rüningen die Zahl der Katholiken durch Zuzug von Flüchtlingen und Heimatvertriebenen, vorwiegend aus Schlesien, erheblich. Bereits seit 1949 wurden in Rüningen katholische Kirchenbücher geführt.
1956 erfolgte die Grundsteinlegung der Kirche, und am 19. Mai 1957 ihre Benediktion. St. Hedwig war die erste Kirche, die durch Bischof Heinrich Maria Janssen geweiht wurde. Das Patrozinium bezieht sich auf die heilige Hedwig von Andechs, die Schutzpatronin von Schlesien. Am 1. April 1959 wurde die Kirchengemeinde Rüningen selbständig, zuvor gehörte Rüningen zur Braunschweiger Kirchengemeinde St. Joseph.
Seit dem 1. November 2006 gehört die Kirche zur Pfarrgemeinde St. Bernward, die Pfarrgemeinde St. Hedwig wurde aufgehoben. Zu diesem Zeitpunkt gehörten zur Pfarrgemeinde St. Hedwig etwa 1700 Katholiken.

## Architektur und Ausstattung

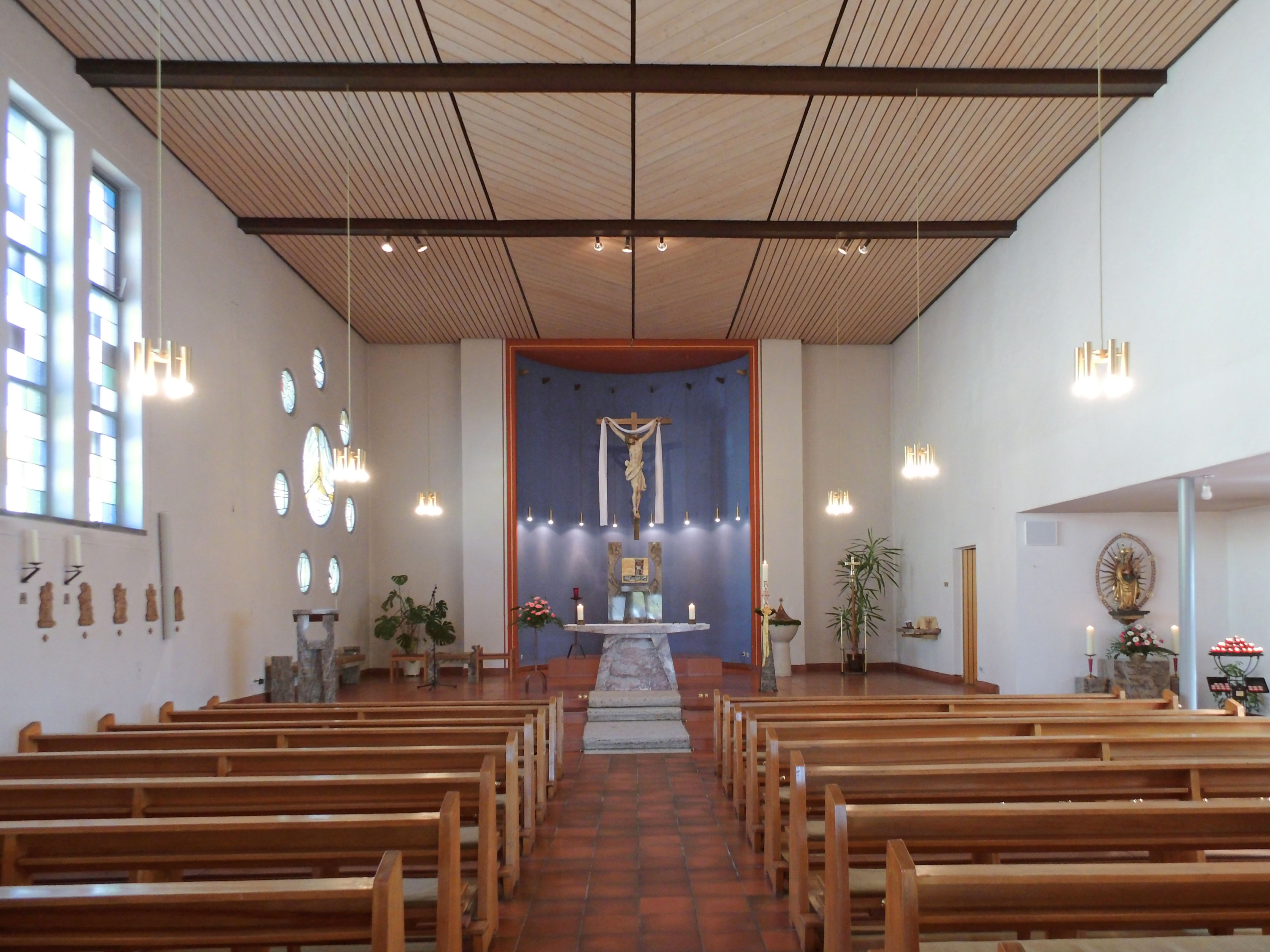
Innenansicht

Die in rund 75 Meter Höhe über dem Meeresspiegel gelegene Kirche wurde nach Plänen von Josef Fehlig erbaut, ausgeführt als Langhausbau mit Ziegelfassade und Dachreiter. Das Kirchengestühl bietet rund 160 Sitzplätze. An der Westseite befinden sich 14 Kreuzwegstationen und 12 Apostelleuchter. Ferner sieben kleine Rundfenster, welche symbolisch die sieben Sakramente der römisch-katholischen Kirche darstellen. Im östlichen Seitenschiff hat eine Strahlenkranzmadonna, die von einem Rosenkranz eingerahmt ist, ihren Platz. Ein Holzrelief stellt dort die heilige Hedwig dar. Eine kleine Seitenkapelle beherbergt eine Statue, die Jesus Christus an der Geißelsäule zeigt. Auch ein Beichtstuhl und ein Fürbittbuch befinden sich dort. Die auf einer Empore befindliche Orgel wurde 1998 vom Unternehmen Westfälischer Orgelbau S. Sauer erbaut. Sie ersetzt ein 1980 vom Unternehmen Franz Breil erbautes Vorgängerinstrument, das 1998 in die St.-Elisabeth-Kirche in Wolfsburg umgesetzt wurde.